# اسکیزوفرنی‌فرم
اختلال اسکیزوفرنی‌مانند یا اسکیزوفرنی‌فُرم (به انگلیسی: Schizophreniform)، یکی از انواع اختلال‌های روان‌شناختی و طیف اسکیزوفرنی است.
اختلال اسکیزوفرنی‌فرم، یک اختلال روان‌پریشانه با آغازی سریع است که مرحله پیش‌درآمد قابل توجهی ندارد. هرچند بسیاری از بیماران مبتلا به اختلال اسکیزوفرنی‌فرم در زمان بروز حمله ممکن است دچار تخریب کارکرد شوند، اما افت پیش‌رونده عملکرد اجتماعی و شغلی در این بیماران بعید است.

## تاریخچه
اصطلاح اسکیزوفرنی‌فرم را «گابریل لنگفت» (۱۹۸۳–۱۸۹۵) در سال ۱۹۳۹ زمانی که مشغول به کار در «درمانگاه روان‌پزشکی دانشگاه اسلو» بود، وضع کرد. لنگفت اختلالی را توصیف کرد که آغاز ناگهانی و سیر خوش‌خیمی داشتم با علائم خلقی و تیرگی هشیاری همراه بود. حال آنکه، بیماری که واجد ملاک‌های تشخیص اسکیزوفرنی است، علائمش باید حداقل ۶ ماه طول کشیده باشد. اختلال اسکیزوفرنی‌فرم عین اسکیزوفرنی است جز اینکه علائمش حداقل یک ماه و حداکثر شش ماه طول می‌کشد. بیماران دچار اختلال اسکیزوفرنی‌فرم با رفع اختلال، به سطح پایه کارکرد خود بازمی‌گردند.

## همه‌گیرشناسی
DSM-5 اعلام می‌کند که نرخ بروز اختلال اسکیزوفرنی‌فرم در شرایط اقتصادی-فرهنگی احتمالاً شبیه به نرخ وقوع آن در اسکیزوفرنی است. در آمریکا و سایر کشورهای پیشرفته، نرخ وقوع اندک است. شاید یک پنجم نرخ وقوع اسکیزوفرنی. میزان شیوع این اختلال در سراسر طول عمر ۰/۱۱ درصد است و مقدار شیوع یک‌ساله آن ۰/۰۹ درصد گزارش شده‌است.

## تشخیص افتراقی
مدت علائم روان‌پریشانه یکی از عواملی است که اختلال اسکیزوفرنی‌فرم را از سایر سندرم‌ها افتراق می‌دهد. در صورتی که مراحل بیماری بیش از ۶ ماه طول بکشند، تشخیص اسکیزوفرنی گذاشته می‌شود اما مدت کمتر از یک ماه با تشخیص اختلال روان‌پریشی گذرا مطابقت دارد. به‌طور کلی برای تشخیص اختلال اسکیزوفرنی‌فرم مدت زمان حضور علائم تشخیص باید حداقل یک ماه و حداکثر کمتر از شش ماه باشد.